# Ernest Torrence
Ernest Torrence, all'anagrafe Ernest Thayson Torrence-Thomson (Edimburgo, 26 giugno 1878 – New York, 13 maggio 1933), è stato un attore scozzese, molto attivo durante il periodo del cinema muto a Hollywood come caratterista.
Attore teatrale e cinematografico, lavorò a Broadway. Era il fratello minore di David Torrence, altro noto caratterista del cinema hollywoodiano.

## Biografia
Da bambino si dimostrò un talentuoso del pianoforte e, dotato di ottime qualità di baritono, si diplomò al State University of Music and Performing Arts Stuttgart di Edimburgo, prima di approdare alla Royal Academy of Music di Londra.
Riposa nel Forest Lawn Memorial Park di Glendale, California.

## Premi e riconoscimenti
- Stella alla Hollywood Walk of Fame (Cinema), 6801 Hollywood Blvd.

## Filmografia

### Attore
- Marrying Off Dad, regia di King Vidor (1918)
- A Dangerous Affair, regia di Charles Miller (1919)
- Tol'able David, regia di Henry King (1921)
- The Prodigal Judge, regia di Edward José (1922)
- Singed Wings, regia di Penrhyn Stanlaws (1922)
- Broken Chains, regia di Allen Holubar (1922)
- The Kingdom Within, regia di Victor Schertzinger (1922)
- The Brass Bottle, regia di Maurice Tourneur (1923)
- I pionieri (The Covered Wagon), regia di James Cruze (1923)
- The Trail of the Lonesome Pine, regia di Charles Maigne (1923)
- Il gobbo di Notre Dame (The Hunchback of Notre Dame), regia di Wallace Worsley (1923)
- Ruggles of Red Gap, regia di James Cruze (1923)
- West of the Water Tower, regia di Rollin S. Sturgeon (1923)
- The Heritage of the Desert, regia di Irving Willat (1923)
- The Fighting Coward, regia di James Cruze (1924)
- The Side Show of Life, regia di Herbert Brenon (1924)
- Ai confini della civiltà (North of 36), regia di Irvin Willat (1924)
- Peter Pan, regia di Herbert Brenon (1924)
- La regina della moda (The Dressmaker from Paris), regia di Paul Bern (1925)
- Il figliol prodigo (The Wanderer), regia di Raoul Walsh (1925)
- Night Life of New York, regia di Allan Dwan (1925)
- The Pony Express, regia di James Cruze (1925)
- The American Venus, regia di Frank Tuttle (1926)
- The Blind Goddess, regia di Victor Fleming (1926)
- The Rainmaker, regia di Clarence G. Badger (1926)
- Mantrap, regia di Victor Fleming (1926)
- La vergine dell'harem (The Lady of the Harem), regia di Raoul Walsh (1926)
- Il re dei re (The King of Kings), regia di Cecil B. DeMille (1927)
- Captain Salvation, regia di John S. Robertson (1927)
- Twelve Miles Out, regia di Jack Conway (1927)
- Amore e mare (Across to Singapore), regia di William Nigh (1928)
- Io... e il ciclone (Steamboat Bill Jr.), regia di Charles Reisner (1928)
- I cosacchi (The Cossacks) regia di George W. Hill e (non accreditato) Clarence Brown, (1928)
- Notti nel deserto (Desert Nights), regia di William Nigh (1929)
- Il ponte di San Luis Rey (The Bridge of San Luis Rey), regia di Charles Brabin (1929)
- Cuori e motori (Speedway), regia di Harry Beaumont (1929)
- Lo spettro verde (The Unholy Night), regia di Lionel Barrymore (1929)
- L'indomabile (Untamed), regia di Jack Conway (1929)
- Officer O'Brien, regia di Tay Garnett (1930)
- Strictly Unconventional, regia di David Burton (1930)
- Sweet Kitty Bellairs, regia di Alfred E. Green (1930)
- Call of the Flesh, regia di Charles Brabin (1930)
- L'ultima carovana (Fighting Caravans), regia di Otto Brower e David Burton (1931)
- Fiamme sul mare (Shipmates), regia di Harry A. Pollard (1931)
- Tante donne e nessuna (The Great Lover), regia di Harry Beaumont (1931)
- Puro sangue (Sporting Blood), regia di Charles Brabin (1931)
- New Adventures of Get Rich Quick Wallingford, regia di Sam Wood (1931)
- La rumba dell'amore (The Cuban Love Song), regia di W. S. Van Dyke (1931)
- Sherlock Holmes, regia di William K. Howard (1932)
- Hypnotized, regia di Mack Sennett (1932)
- Pescicani - Contrabbando giallo (I Cover the Waterfront) regia di James Cruze (1933)

## Doppiatori italiani
- Olinto Cristina in L'ultima carovana

## Spettacoli teatrali
- Modest Suzanne (Broadway, 1º gennaio 1912)
- The Dove of Peace (Broadway, 4 novembre 1912)
- The Only Girl (Broadway, 2 novembre 1914)
- Step This Way (Broadway, 29 maggio 1916)
- Furs and Frills (Broadway, 9 ottobre 1917)
- He Didn't Want to Do It (Broadway, 20 agosto 1918)
- The Velvet Lady (Broadway, 3 febbraio 1919)
- The Night Boat (Broadway, 2 febbraio 1920)